# ヒラリー・ステップ

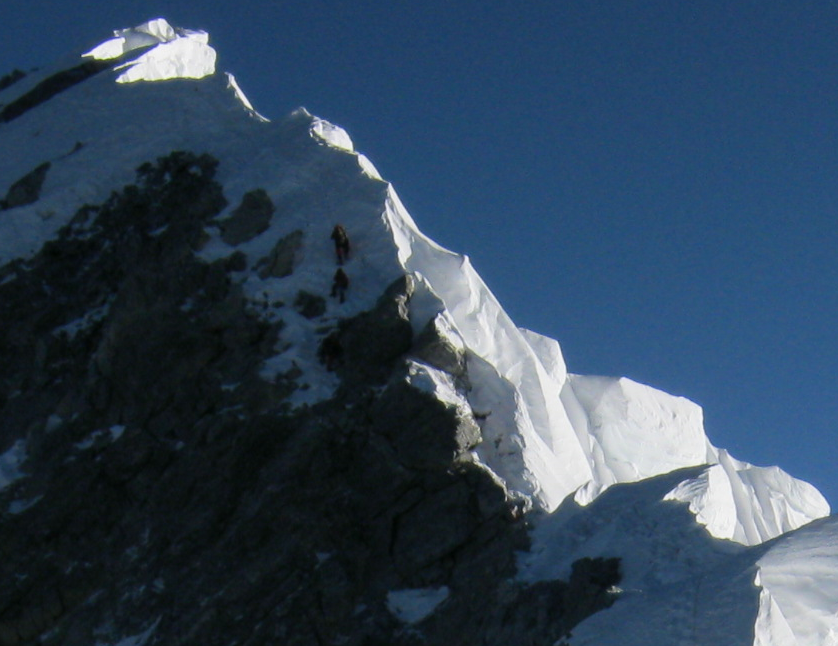
2010年に南東稜から撮影されたエベレストの山頂付近の写真。左側の影の中に2人の登山者が写っている周辺がヒラリー・ステップに当たる。

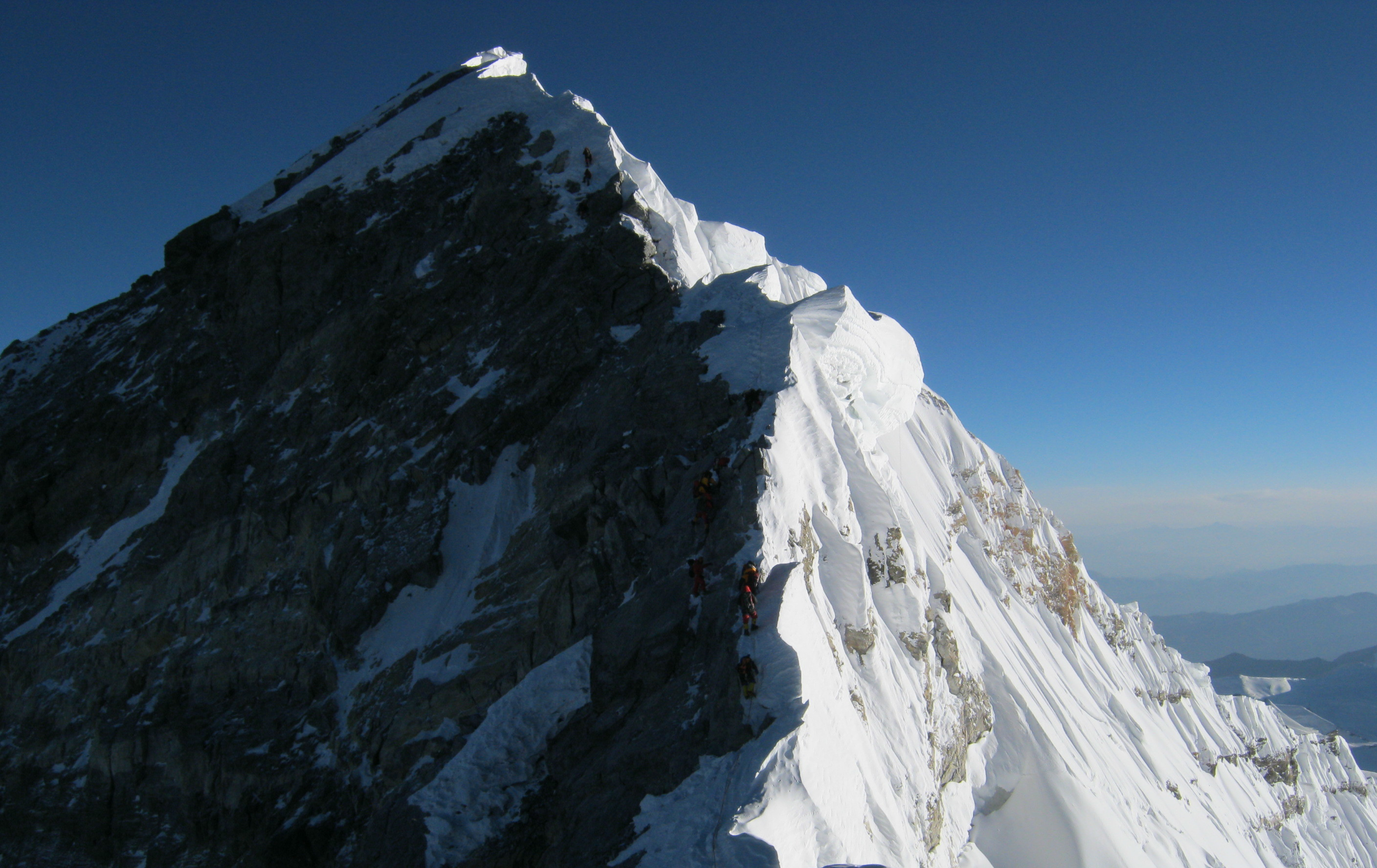
上記写真のより広い範囲を映した写真。影の落ちた左側の斜面がエベレスト南西壁、右側が南東壁で、右上の山頂付近にはエベレスト東壁の上端が写っている。

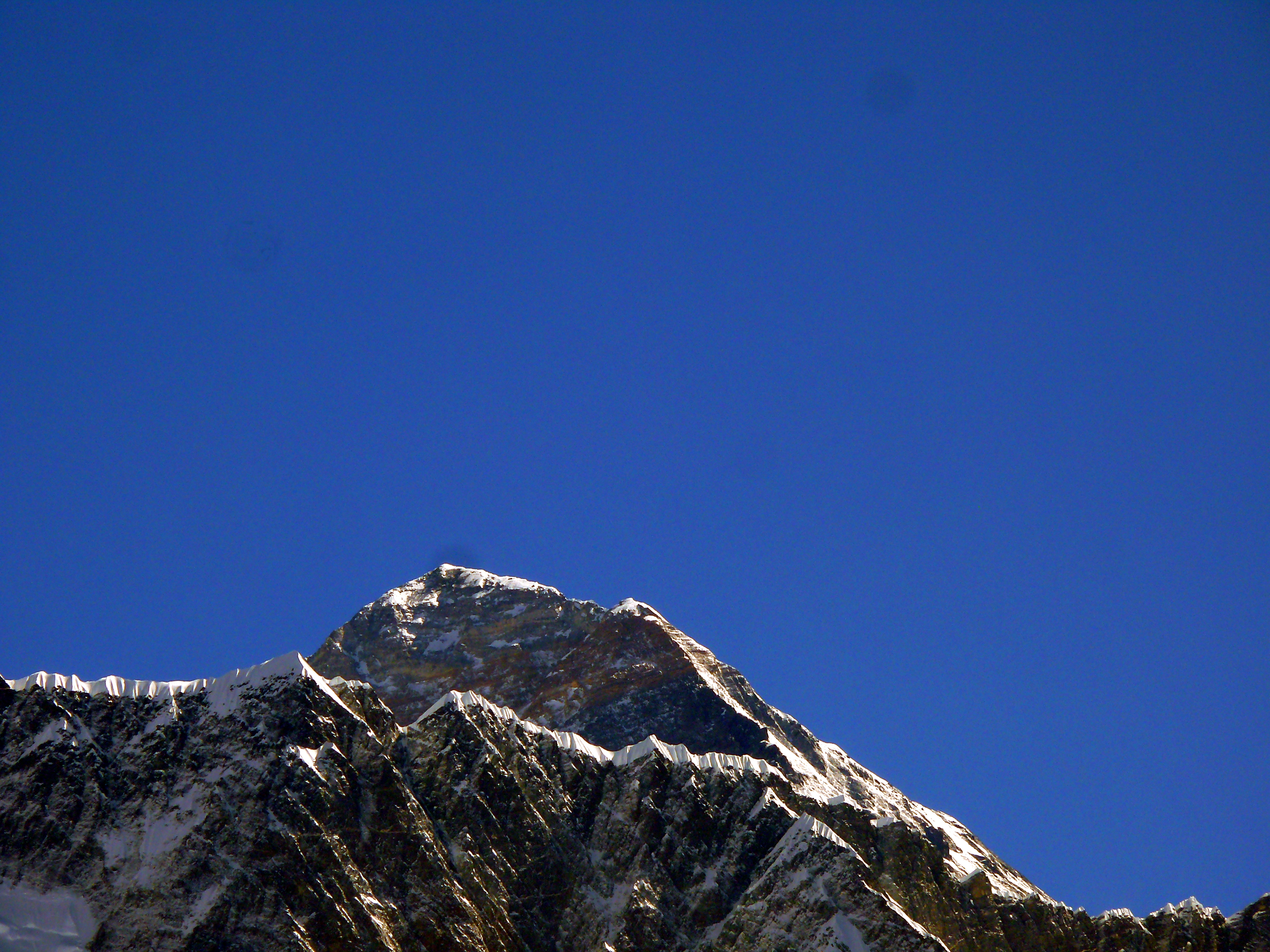
2015年以前に撮影された写真。最高点がエベレスト山頂であり、そこから右側へ向かう南東稜の傾斜路の先にヒラリー・ステップの断崖が写っている。その右側では再び標高が上がりエベレスト南峰がある。

ヒラリー・ステップ (Hillary Step) は、エベレストの山頂付近の標高8790 mにあった、高さ約12 mの切り立った岩壁。

## 概要
この地形は2015年に起きたネパール地震によって変化し、消滅した可能性もある。エベレスト主峰と南峰を結ぶ南東稜の中ほどに存在し、南東稜ルートで登頂を目指す登山者にとって実質的な最後の難所であった。ネパール側のノーマルルートにおける最大の技術的難関としても知られていた。積雪の多いシーズンにはアイスクライミングによって岩壁を迂回できた。ここから転落すると、（登山者から見て）右側ならば3000 m、左側ならば2400 mほど滑落する危険がある。登山家のアナトリ・ブクレーエフは彼の著書 The Climb で1996年にヒラリー・ステップの基部からロープで吊るされた登山者の遺体を目撃したことを記述している。ある登山隊はこのステップについて「奮闘を要する (strenuous)」と述べている一方で、風雨から登山者を守る効果もいくらか果たしていた。支援なしでのヒラリー・ステップの登攀はヨセミテ・デシマル・システムでクラス4に分類されるが、標高が8800 mに近いことには留意を要する。

## 歴史
ヒラリー・ステップの名は、最初にこの岩壁を登ったエドモンド・ヒラリーに由来する。彼はシェルパのテンジン・ノルゲイとともに1953年イギリスエベレスト遠征隊に参加し、エベレスト初登頂を成し遂げる過程でここを経由した。彼らは1953年5月29日に、氷雪と岩の間にあった裂け目を伝ってここを登攀した。ヒラリーの報告によると、このステップに積もった雪は標高の低い場所の雪よりも強固なものだった。ヒラリーは1953年に次のように述べている
ヒラリー・ステップは、ヒラリーらの直前に登頂に挑んだトム・ボーディロンとチャールズ・エヴァンスのアタック隊も目にしていた。彼らは5月26日にエベレスト南峰に到達したが、時刻が午後1時と遅かったため山頂へ挑むことなく引き返している。ドーム状の雪で覆われた南峰からは、山頂へ至る最後の高低差90メートルの道筋を間近で見ることができた。彼らは雪の積もった穏やかな稜線を期待していたが、実際には細かな雪の弧と氷をまとった岩場であり、左側は急峻で、右側はオーバーハングした雪庇になっていた。それは3分の2ほど登ったところで手に負えそうのない40フィート（12メートル）の岩石ステップで遮られていた。

## 現代の登攀
近年では、ヒラリー・ステップの上昇および下降は固定ロープの助けを借りるのが一般的である。通例ではそのシーズンで最初にステップを登攀したチームがロープを設置する。登山者数の増加に伴いこのステップは頻繁に登山ルート上のボトルネックとなっており、ロープの順番待ちにかなりの時間を浪費することがある。これは効率的な登山と下山を行う上で問題である。ステップを同時にトラバースできる登攀者は1人までである。2015年の崩壊以前では、良好な状況下では南峰からステップまで2時間、ステップの断崖に1～2時間、ステップ上部から主峰まで20分を要した。
2015年以前の下山ルートは次のようなものだった
- エベレスト山頂
- 山頂へ向かう最後の傾斜路
- ヒラリー・ステップ - 高さ40フィート（12メートル）の岩壁
- コーニス・トラバース - 切り立った尾根
- エベレスト南峰
- バルコニー - 標高2万7500フィート（8400メートル）[5][17]

### 2015年大地震の影響
2016年、前年4月に起きたネパール地震の影響でヒラリー・ステップの地形が変化している可能性が示された。ただし当時ステップは厚い雪で覆われていたため詳しいことは分からなかった。登山家のケントン・クールはヒラリー・ステップが「12～15フィート [3.7～4.6メートル] の高さしかない」と記述している"。2017年5月、登山家のTim Mosedaleを含む登山者は、「ヒラリー・ステップはもはや存在しない」と報告しているが、地形の変化がどこまで及び、どう解釈すべきかについてはまだ初期の段階にあった。
地震発生を跨いだ2013年と2016年を含め、6回のエベレスト登頂経験のあるDavid Liañon Gonzalezもまたステップの地形が変化したことを報告している。ネパールの主要な登山家の中には、ステップ自体は影響を受けておらず、以前より厚い雪に覆われていると報告した者もおり、ネパール山岳協会の会長であるアン・ツェリン・シェルパもその一人だった。しかしながら、彼は2017年後半に開かれた写真展で2006年から2016年に撮影された写真を見た後に、少なくともステップ上方の一部に変化が生じていることを認めた。
エドモンド・ヒラリーの息子で登山家でもあるピーター・ヒラリーは、ステップについて写真を元に意見を求められた。彼はステップが部分的に現存することを認めたものの、何らかの変化が生じたと考えているようだった。特に、新しい表面を露出させた砕けた岩石らしきものが写っていることを指摘している。2017年6月はじめには、より多くの登山者による報告と写真証拠が集まり、登山家・ガイドのギャレット・マディソンは変化が起きたのは確実と結論した。15回のエベレスト登山経験のある登山ガイドのデイブ・ハーンも、写真を見て変化が生じたことに同意した。いくつか岩石が消失し、新鮮な表面を持つ岩石により新しく刻まれた傷跡が認識されるとともに、このランドマークが失われたことに対する特別な悲しみが山岳コミュニティーの間に広まった。ハーンはこのステップがヒラリーとテンジンに対してどれほどの賛辞だったかについて、また彼がステップを登るときに常に二人について思いを馳せていたことについて述べている。
2017年後半、山岳ガイドのラクパ・ランドゥはネパール観光局でヒラリー・ステップのエリアがどのように変化したのかを示す写真展を開いた。ランドゥは2005年以降に、大地震前後を含めて複数回エベレストに登っていると同時に、訓練を積んだ写真家でもあり、このステップの歴史を写真で提示した。彼は、ネパールとチベットに甚大な被害を与えた大地震によってステップは砕かれて、なくなってしまったと述べている。